# 克丽·哈里斯
克丽·哈里斯（英語：Kerry Harris，1949年9月19日—），生于墨尔本，澳大利亚女子网球运动员。她曾获得1972年澳大利亚网球公开赛女子双打冠军。她在退役后成为教练。